# 噬抹香鲸属
噬抹香鲸屬（Brygmophyseter）是抹香鯨总科中一屬已經灭绝的齿鲸，生存于中新世时期。於1995年首次進行命名分類時，此物种被劃入為已經灭绝的斯卡爾鯨科，稱為四贺斯卡尔鲸(Scaldicetus shigensis)，后来又被命名为四贺长野鲸(Naganocetus shigensis)，现在於2006年被劃為抹香鯨科，命名为四贺噬抹香鲸（Brygmophyseter shigensis）。

## 命名与发现
噬抹香鲸的属名“Brygmophyseter”是一个組合而成的希腊語單詞，其中brygmos，意為“噬咬”，加上后缀“physeter”意为抹香鲸。唯一的一具四贺噬抹香鲸标本出土于日本长野县，由当地居民Shiga-mura等发现，并存放在群马县立自然史博物馆。

四贺噬抹香鲸的标本几乎是完整的，包括一个140厘米（4.7英尺）长的颅骨，保留的左下颌齿骨长度约120cm，根据下颌齿骨长度估算 , 四贺噬抹香鲸的颅骨至少长约150cm。这个标本来自15个距今1400多万年的沉积层。同时被发现的还有抹香鲸，其中具有牙齿的下颚共有12只。标本大约有7米（23英尺）长。

## 天敵
噬抹香鲸雖然被認為有虎鯨的習性，然而上野鯨並非頂級掠食者，巨牙鯊是噬抹香鲸的天敵。